# Djurgårdens hembygdsförening

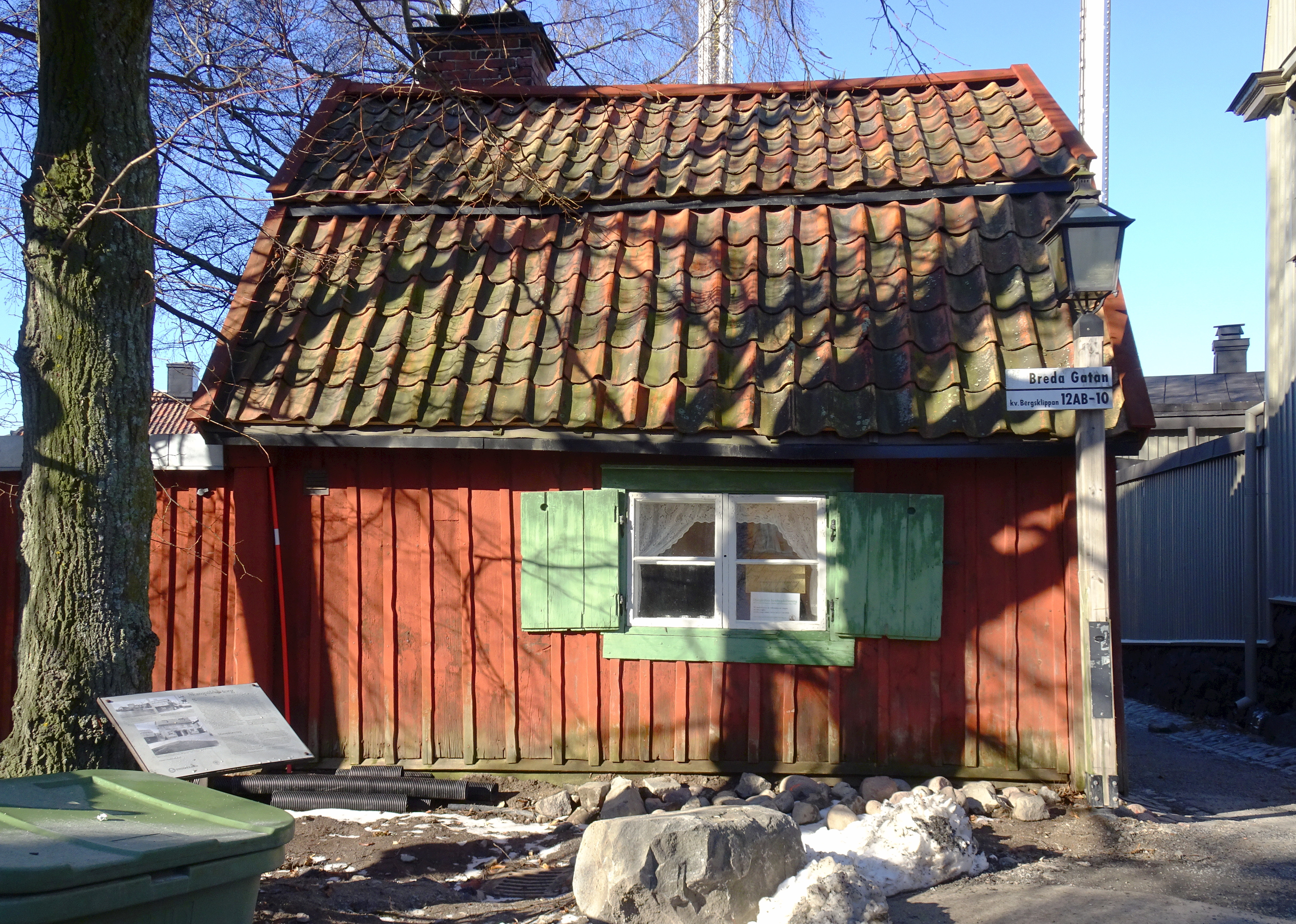
Föreningsstugan vid Skampålens torg.

Djurgårdens hembygdsförening (DHF) är en hembygdsförening som har sina lokaler på Nordenskiöldsgatan 80 i Djurgårdsstaden på Djurgården i Stockholm.

## Historik
Föreningen bildades 1947 med syfte ”att slå vakt om Djurgårdens natur, kultur, minnen och traditioner till gagn för de boende och de miljoner människor som varje år besöker Norra och Södra Djurgården”. Verksamheten täcker således hela Kungliga Djurgården och Kungliga Nationalstadsparkens Stockholmsdel. Bland DHF:s tidigare ordföranden kan nämnas överläkaren och radiologen Nils Westermark, som på 1950-talet gjorde omfattande forskningar i Djurgårdens historia.
Föreningen utger Djurgårdsbladet som utkommer fyra gånger om året. DHF disponerar den lilla röda 1700-talsstugan vid Skampålens torg som ligger där Breda gatan slutar och Östra varvsgatan övergår i Nordenskiöldsgatan. Hembygdsföreningens logo visar Waldemarsuddes oljekvarn omgiven av texten Djurgårdens Hembygdsförening.